# Nereidin spomenik
Nereidin spomenik je skulpturalni grob iz Ksantosa u Liciji (tadašnji deo Ahemenidsko Persijskog carstva), današnja Mugla provincija u Turskoj. Ima oblik grčkog hrama na gornjem delu postolja dekorisan je frizovima, i misli se da je sagrađen u ranom četvrtom veku pre naše ere (oko 390) kao grob kralja Arbinasa (lićanski: Erbbina ili Erbinna), Ksantski vladar koji je upravljao zapadnom Licijom pod Ahemenidskom imperijom.
Veruje se da je grob postojao do vizantijske ere pre nego je postao ruševina. Ruševine je otkrio britanski putnik Čarls Filovs (eng. Charles Fellows) ranih četrdesetih godina devetnaestog veka. Filovs ih je poslao u Britanski muzej, gde su neke od tih ruševina rekonstruisane da bi pokazale istočnu fasadu ali i kako bi izgledao sam spomenik.
Prema Melani M. (eng. Melanie Michailidis), iako „grčkog izgleda“, Nereidin spomenik, Grob Harpija (енгл. Harpy Tomb) i grob Pajave (the tomb of Payava) su građeni uglavnom po Zaratrusti (eng. Zoroastrain) kriterijumu „sastojali su se iz debelog kamenja, podignuti na postoljima od zemlje i imaju samo jednu odaju bez prozora“. Nereidin spomenik je bio glavna inspiracija za Mauzolej u Halikarnasu.

## Grobovi u Ksantosu
Ksantos (eng. Xanthos), ili često zvan Ksantus (eng. Xanthus) bio je glavni grad regije Licije, starosedeoci iz jugozapadne Anadolije, napravljen od kamene prostorije za sahranjivanje na vrhu velikog kamenog postolja. Telo bi bilo postavljano na vrhu kamene strukture, podignuto od zemlje. Grobnice su iz licijske dinastije od sredine 6. do sredine 4. Veka pre nove ere i koji su pomogli da se nastavi kontinuitet njihove moći u toj regiji. Ne samo da grobovi služe kao monumenti koji čuvaju sećanje na vladara, ali takođe prikazuju grčki stil i dekoraciju koju su preuzeli. Ksantos je bio glavni grad države gde je upravljao kralj koji je bio pod vladavinom Ahemenidskog carstva. Kontinuitet ksantoske dinastije je bio iskazan kroz tradiciju građenja grobnica sa postolljem. Kada su ove grobnice pravljene, tada najdominantnija klasična grčka umetnost je zavladala Licijom. Čarls Filovs (eng. Sir Charles Fellows), englez koji je iskopavao Levant i malu Aziju, i koji je to prebacio u Britanski muzej 1848. godine.

## Arbinas
Harpagus je osvojio Liciju za Ahemenidsku persijsku imperiju približno oko 540. pre nove ere, i njegovo osvajanje Ksantosa je opisao i Hereodot (Hereodotus) i Apain (Appain). Većinu 5. veka pre nove ere Atina je dominirala kopnom i Egejskim morem, i mnogi od njih, uključujući lićane, su plaćali nadoknadu u zamenu da bi bili u morskom savezu s Atinom, Delski savez (eng. Dellan League), i kopnenu taksu Persijancima. Postoji dokaz da je vatra uništila drvene grobnice i hramove u Ksantosu oko 479. p.n.e. Ovu vatru je verovatno izazvao Kimon (Cimon) iz Atine kada je napao svetu citadelu da bi vratio Ahemenidsko uništavanje Atine od strane persijanaca i njihovih saveznika, uključujući lićane, 480. p.n.e. Kuprili (Kuprilli) iz Ksantosa, pod njihovojm dinastijom, ponovo je sagradio zgrade od kamena.
Oko 440. p.n.e., Keriga (Kheriga), Kuprilin unuk, nasledio je presto umesto svog brata oko 410. p.n.e. Arbinas je bio Kereigin sin, ali morao je uz vojnu pomoć 390. p.n.e. da uzme i Ksantos i druge licijske gradove kako bi povratio ono što mu je na rođenju pripalo. Arbinas je tada vladao zapadnom Licijom od Ksantosa i sagradio je Nereidin spomenik kao svoj grob. Umro je oko 370. p.n.e.

## Opis
Iako je Arbinas upravljao Licijom kao deo Persijskog carstva, spomenik je izgrađen po uzoru na grčki jonski hram atinskog Akropolja. Bogate narativne skulpture na spomeniku ističu Arbinasa na razne načine, kombinujući grčke i persijske aspekte.
Grobnica u obliku grčkog hrama imala je četiri stuba sa istočne i sa zapadne strane, a po šest na severu i jugu. Stajalo je izdignuto na ogromnom postolju, dekorisanom sa dva friza: plitki gornji friz gore i duboki donji friz. Na rekonstrukciji u Britanskom muzeju, postolje se sastoji od dva friza iznad sloja blokova, iako je Felosova skica spomenika pokazivala mnogo višu strukturu od dva ogromna reda blokova ismeđu donjeg friza, i dalja dva reda odvajaju donji i gornji friz. Takođe ima reljefa na arhitravu,zidova naosa i na zabatu.
Takođe su tu mnoge monumentalne slobodne statue, uključujući statue Nereida između svakog para glavnih stubova.

### Frizovi

#### Donji friz na postolju
Veći i donji friz na postolju se sastoji od 22 bloka, od kojih su 7 u većini fragmentovani. Preživele ploče prikazuju scenu herojske borbe, bez jasnog narativa. Uglavnom su to muški vojnici obučeni u grčka odela i vojne oklope. Netipično za mnoge frizove iz tog perioda, oni nisu okrenuti protiv Amazonki, minotaura ili naravno stranaca.

#### Gornji friz postolja
Gornji, plitki friz na podijumu se sastoji od 22 bloka, a tri su izgubljena. Svaki od 4 strana friza prikazuju opsadu grada. Gradovi su prikazivani sa litijskim karakteristikama. I za friz se misli da predstavlja Arbinasovo osvajanje litijskih gradova da bi osigurao njegov uspeh i vođstvo.
Arbinas je prikazan na više načina, uključujući sedenje u persijskom stilu, suncobran koji mu pravi hladovinu i njegova stopala koja su izdignuta od zemlje na postolju za noge. Takođe postoji razlika u vojnicima uključujući teško naoružane hoplite i strelce, tu su i zatvorenici koje odvode, opkoljivanje gradskih zidova merdevinama.

#### Friz na arhitravu
Friz na arhitravu na vrhu stubova je urezan jednostavno, više u tradicionalnom stilu od frizova na postolju. Na njemu je takođe prikazana scena borbe ali i lov na divlju svinju, figure prinošenja žrtve i spremanje za banket.

#### Friz na naosu
Friz na spoljašnjoj strani naosa (unutrašnjeg dela) je najmanje vidnjiv jer je okružen stubovima. Sadrži scene žrtvovanja i banketa. Tu su dve figure na banketu koje jedu i sede na jastucima. Za jednog se veruje da je to Arbinas i on je veći od druge figure, koja možda prikazuje njegovog sina. Ovde je Arbinas prikazan sa bradom i kosom kao kralj iz Persije ili Asirije, držeći persijski rog za piće.

### Zabat
Oba dva zabata na monumentu su ukrašena reljefima, za razliku od drugih grčkih hramova gde su bile slobodne skulpture. Reljef na istočnom zabatu prikazuje Arbinasa i njegovu ženu koji sede, i Ian Dženkins (eng. Ian Jenkis) je pretpostavio da je to inspirisano prikazom Here i Zevsa na istočnoj strani Partenona. Za male figure se misli da su to prikazi njihove dece i kućnog ljubimca kraljevske porodice. Samo dve ploče zapadnog zabata su opstale. Suprotno od statičnog prikaza porodice na istočnoj strani, zapadna prikazuje vojnike koji se kreću u borbi.

### Nereide
Ovaj spomenik je dobio ime po ženskim statuama u prirodnoj veličini čiju odeću duva vetar. Jedanaest su prežiele, što bi bilo dovoljno da se popuni prostor između stubova na istočnoj, zapadnoj i tri na severnoj. Dženkins je smatrao da na južnoj strani nikad ni nisu postojale figure. One su okarakterisane kao morske nimfe jer se kod nogu nalaze morska stvorenja i to čak kod sedam njih, uključujući delfine, sipe i pticu koja bi mogla da bude galeb. One su generalno dobile naziv Nereide, neki smatraju da je to prenošenje naše percepcije grčke kulture na litijske skulpture, i da bi one trebalo da budu viđene kao eliyãna, litijske vodene nimfe povezane sa svežom vodom iz izvora. Pozivajući se na Letoon trilingual, opis koji je pornađen par kilometara južno od spomenika.

## Ponovno otkriće I rekonsturkcija
Za ovaj spomenik se veruje da je postojao do vizantijske eri I da su ga lokalni hrišćani uništili zbog kamenja I metala.
Ruševine su pronađene renih 1840-tih u toku ekspedicije koju su vodili britanski arheolozi sa Čarlsom Filovsom. Filovs je odmah došao do zaklljučka da je to spomenik za Harpagusa, koji je bio glavna figura u litijskoj istoriji prema Hereodotu (Herodotus), smeštajući ga u šesti vek pre nove ere. Iako je uskoro shvaćeno da stil arhitekture i sculpture znači da je to iz najmanje veka kasnije. Tek je u 20. veku postignut dogovor da je grob iz 390-380. p.n.e. i da je to najverovatnije Arbinasov grob.
Filovs je organizovao da se ostaci odnesu u Britanski Muzej. Bez detaljnog opisa gde je svaki deo nađen, muzej je morao da se vodi skicama I crtežima sa ekspedicije, oznakama na kamenu, kompozicijom i stilom sculpture da bi izvagali kako blokovi I sculpture idu zajedno. Trenutna rekonstrukcija istočne fasade u muzeju datira iz 1969. Ona je u muzeju u sobi 17, koja takođe sadrži mnoge druge delove spomenika.